# Ronald Coase
Ronald Harry Coase (29 de diciembre de 1910-2 de septiembre de 2013) fue un economista y abogado británico y profesor en la Universidad de Chicago.
Fue laureado con el Premio del Banco de Suecia en Ciencias Económicas en memoria de Alfred Nobel en 1991 por el descubrimiento y aclaración del significado de los costes de transacción y derechos de propiedad para la estructura institucional y el funcionamiento de la economía.

## Biografía
Ronald Harry Coase nació en Willesden, Londres, Reino Unido. Sus padres habían sido empleados de correos y quizá por eso siempre se interesó por el estudio de los servicios públicos británicos. Estudió en la London School of Economics donde se graduó en 1932 en Licenciatura en Comercio especializándose en la rama industrial, diseñada para los que deseaban convertirse en administradores de empresas, y empezó a trabajar como profesor en la Dundee School of Economics and Commerce (1932-1934), en la Universidad de Liverpool (1934 -1935) y en la London School of Economics (1935-1939 y 1946-1951). Emigró a Estados Unidos, trabajando en la Universidad de Buffalo, en el Center for Advanced Studies in the Behavioral Sciences, en la Universidad de Virginia y, desde 1964, en la Universidad de Chicago en la escuela de leyes. Fue editor de la revista "Law and Economics" de 1964 a 1982. Un punto importante es que su único alumno es Steven N. S. Cheung, y ambas obras deben leerse juntas. Coase dijo o escribió una vez (ref y cita: TBA) que Steven Cheung es el único que entiende su trabajo (para más información, vea y traduzca la versión en francés de esta página).

## Obra
Ronald Coase es considerado el fundador del Análisis Económico del Derecho y de la nueva economía institucional. Es además miembro de la Escuela de Economía de Chicago. El artículo de 1960 The problem of Social Cost, 'El problema del coste social', es considerado el artículo más citado en la literatura económica de todos los tiempos y países, pero sus ideas centrales ya estaban explícitas en el artículo The Nature of the Firm («La naturaleza de la empresa») de 1937, en el que explica que cualquier sistema de asignación de precios tiene un coste y que es posible hacer un análisis económico de las reglas, las formas de organización y los métodos de pago. La visión de Coase sobre los costes de transacción en la teoría sobre la organización moderna fue reintroducida por Oliver E. Williamson.
También es a menudo considerado como el padre de una reforma de las licencias de reparto de licencias del espectro electromagnético para la radio, basado en su artículo The Federal Communications Commission (1959) que criticaba el mecanismo de concesión de licencias, proponiendo que los derechos de propiedad eran un método de asignar el espectro a los usuarios.
Otra de sus contribuciones importante es la «conjetura de Coase»: un argumento informal sobre los monopolistas de productos perecederos. Indica que estos no tienen mayor poder de mercado porque son incapaces de hacer creíbles sus compromisos de no bajar los precios en periodos futuros.

## Conjetura de Coase
El poder de mercado de un monopolista que vende bienes durables se elimina si el coste de retrasar el consumo de los consumidores tiende a cero. Si suponemos un bien que dura eternamente:
- Oferta: cantidad fija, CMg=0, bien que dura eternamente.
- Demanda: número fijo de consumidores, disposición a pagar por los beneficios del consumo del servicio de por vida.

Primero el monopolista solo vende a los consumidores que tienen alta disposición a pagar. Luego hay una demanda residual y para maximizar su beneficio hace discriminación intertemporal de precios reduciéndolos gradualmente hasta llegar al precio competitivo.
Si los consumidores son estratégicos entonces tienden a retrasar la compra ya que saben que los precios bajarán en el futuro. Este coste de esperar a comprar depende del factor de descuento o tipo de interés. Si el tipo de interés es alto consumirán hoy. Si es bajo consumirán en el futuro.
La conjetura de Coase dice que: «un monopolista de bienes duraderos no tiene poder de monopolio si el tiempo entre los ajustes es muy pequeño».
El monopolista puede usar estrategias para evitar que el arbitraje internacional disminuya su poder de mercado:
1. Alquiler: evita el mercado de segunda mano.
2. Reputación: inversión en reputación no aumentando la oferta en el corto plazo para cobrar el precio del monopolio a largo plazo.
3. Compromisos contractuales. Devolver la diferencia entre el precio de mercado y el precio futuro al que compró el bien.
4. Limitar la capacidad de producción para que el que tiene mayor disposición a pagar compre hoy.
5. Discontinuidad en la producción. Deja de producir antes de llegar a la cantidad de producción de equilibrio competitivo.
6. Incrementar la demanda. Esto hace creíble que no baje los precios.
7. Obsolescencia planeada. Si el bien dura menos se asegura la demanda futura.